# Heinrich Gade

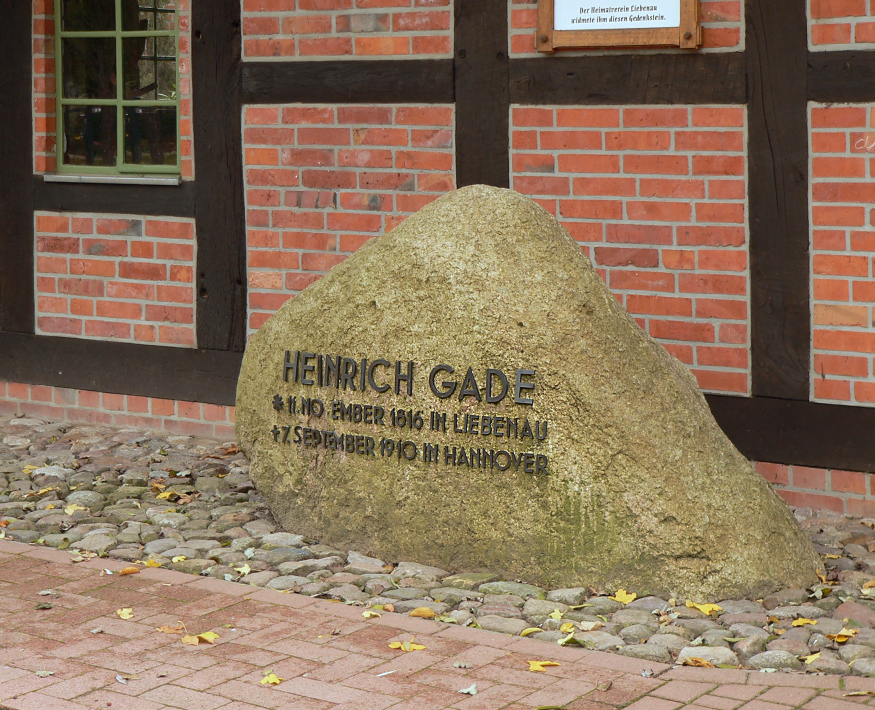
Gedenkstein in Liebenau

Heinrich Gade (* 11. November 1816 in Liebenau; † 7. September 1910) war ein deutscher Pädagoge und Heimatforscher, der viele Jahre in Nienburg/Weser als Lehrer gearbeitet hat.

## Leben
Gade wuchs in Liebenau auf und besuchte dort die Volksschule. Als Vierzehnjähriger ging er nach dem Vormittagsunterricht bei Wind und Wetter zweimal in der Woche zu Fuß von Liebenau nach Nienburg und nahm dort am Zeichenunterricht des Malers Steinicke teil.
Nach Abschluss der Volksschule in Liebenau zog Gade nach Hannover und erlernte bei dem Hofmaler Günther den Malerberuf. 1836 wurde er zum Gesellen ernannt, hatte aber den Wunsch, Lehrer zu werden. Mit Unterstützung des Liebenauer Pastors Friedrich und des Superintendenten Parisius gelang es ihm, in die Präparande und danach in das Lehrerseminar zu kommen. Anschließend hatte Gade Lehrerstellen in Rehburg, in Lohhof bei Verden und in Liebenau inne. 1847 erhielt er eine Stelle an der Elementar-Töchterklasse in Nienburg und ab 1866 an der Königlichen Baugewerkschule Nienburg, unterrichtete aber zunächst noch weiter in der Töchterklasse und als Zeichenlehrer am Progymnasium. 1883 trat er in den Ruhestand. Gade schloss sich in Nienburg der Freimaurerloge Georg zum silbernen Einhorn an.
Neben seiner Berufstätigkeit betrieb Gade heimatgeschichtliche Forschungen und veröffentlichte ab 1862 historische Darstellungen über verschiedene Orte seiner näheren Heimat: über die Stadt Nienburg und über die Flecken Liebenau, Hoya und Stolzenau. Sein zweibändiges Hauptwerk Historisch-geografisch-statistische Beschreibung der Grafschaften Hoya und Diepholz...  erschien nach langjährigen Vorarbeiten im Jahr 1901. Es enthielt, von Gade gezeichnet, die „Ansichten der sämtlichen Kirchen und Kapellen beider Grafschaften“.
Die Gemeinde Liebenau erklärte ihn zum Ehrenbürger.

## Werke
- Geschichte der Stadt Nienburg an der Weser. Mit besonderer Berücksichtigung der Geschichte der Grafen von Hoya. Nach den Quellen bearbeitet von Heinrich Gade. Weicheltische Buchhandlung, Nienburg 1862; Original-Nachdruck: Leseberg, Nienburg (Weser) 1974; ISBN 3-920244-06-0
- Geschichte des Fleckens Liebenau a. d. W. In: Zeitschrift des historischen Vereins für Niedersachsen, Jahrgang 1863; Hannover 1884
- Geschichte des Fleckens Hoya. In: Zeitschrift des historischen Vereins für Niedersachsen, Jahrgang 1866; Hannover 1867
- Geschichte des Fleckens Stolzenau. Nienburg 1871
- Historisch-geografisch-statistische Beschreibung der Grafschaften Hoya und Diepholz mit den Ansichten der sämtlichen Kirchen und Kapellen beider Grafschaften. Nach den Quellen bearbeitet von H. Gade. (Bd. 1+2), Hoffmann, Nienburg 1901; Faksimile-Nachdruck: Günzel, Diepholz 1974; Verlag Walter Leseberg, Nienburg 1980 und 1981; ISBN 3-920244-08-7 und ISBN 3-920244-09-5

## Ehrungen
In Nienburg/Weser und in Liebenau gibt es jeweils eine Heinrich-Gade-Straße.